# Nina Raginsky
Nina Raginsky est une photographe canadienne née à Montréal le 14 avril 1941.

## Biographie
Née en 1941 à Montréal, Raginsky se forme à l'université Rutgers. Pendant ses années universitaires, elle étudie la peinture avec Roy Lichtenstein, la sculpture avec George Segal et l'histoire de l'art avec Allan Kaprow.
Nina Raginsky devient pigiste pour l'Office national du film en 1963, jusqu'à la fin des années 1960. Ses premières photographies sont en noir en blanc, mais elle passe ensuite au sépia. Elle crée aussi des peintures en s'inspirant de ses photographies.
De 1972 à 1981, Nina Raginsky donne des cours au Emily Carr College of Art and Design de Vancouver. Dans le même temps, elle expose seule ou en groupe au Canada et aux États-Unis, ainsi que pour des magazines et des livres. Raginsky est connue notamment pour ses portraits de face, qu'elle commence à colorier à la main avec des pigments pastels dans les années 1970. Elle crée ainsi des images singulières et uniques. Plusieurs de ces photographies, ainsi retravaillées, font partie de collections d'institutions artistiques.
Au cours des années 1980, Raginsky se détourne de la photographie pour se consacrer à la peinture.
En 1985, elle est nommée Officier de l'Ordre du Canada. Elle est également membre de l'Académie royale des arts du Canada.